# Liste der Bodendenkmale in Bärenstein (Erzgebirge)
In der Liste der Bodendenkmale in Bärenstein sind die Bodendenkmale der Gemeinde Bärenstein und ihrer Ortsteile nach dem Stand der Auflistung von Volkmar Geupel aus dem Jahr 1983 aufgelistet. Eventuelle Änderungen und Ergänzungen, insbesondere aus der Zeit nach der Wende, sind nicht berücksichtigt, da für Sachsen aktuell keine neueren allgemein zugänglichen Bodendenkmallisten vorliegen. Die Baudenkmale sind in der Liste der Kulturdenkmale in Bärenstein (Erzgebirge) aufgeführt.
| Denkmal-ID | Fundart            | Ortsteil   | Bezeichnung                            | Zeitstellung | Lage                                                            | Bemerkungen | Bild |
| ---------- | ------------------ | ---------- | -------------------------------------- | ------------ | --------------------------------------------------------------- | --- | ---- |
| ?          | Befestigung > Burg | Bärenstein | Wehranlage „Schlossstein“, „Schlössel“ | Mittelalter  | nordöstlich des Orts, Bergsporn in einer Schleife des Pöhlbachs | Höhenburg in Spornlage, Schutz seit 14. Januar 1981                                                                    |      |
| ?          | Altweg             | Bärenstein | Fernweg                                | Mittelalter  | nordnordöstlich des Orts, Nordhang des Bergsporns mit der Burg  | 250 m langes Teilstück des alten böhmisches Steiges von Zwickau über Přísečnice nach Prag, Schutz seit 14. Januar 1981 |      |